# Juan O'Donnell y Vargas
Juan O'Donnell y Vargas   (Madrid, 15 de juliol de 1864 - Madrid, 12 d'octubre de 1928) fou un militar, aristòcrata i polític espanyol, III Duc de Tetuán, Gran d'Espanya i III Comte de Lucena

## Biografia
Era fill de Carlos Manuel O'Donnell y Álvarez de Abreu, II duc de Tetuán i María Josefa de Vargas y Díez de Bulnes
Es casà amb María Francisca Díaz de Mendoza y Aguado. De família militar, el 5 de setembre de 1880 ingressà a l'Acadèmia de Cavalleria de Valladolid. Quan es graduà fou enviat al Regiment d'Húsars de Pavía i com a tinent va servir a les ordres del general Camilo Polavieja. El 1894 fou destinat a les Filipines, on va combatre els moros de Mindanao, on va rebre la Creu Roja al Mèrit Militar i fou ascendit a capità. L'octubre de 1894 fou enviat a Cuba, on fou ascendit a comandant. Després fou enviat com a acompanyant del Duc de Nájera a la coronació del tsar Nicolau II de Rússia.
Després fou ascendit a coronel i nomenat director de l'Escola d'Equitació Militar. El 1918 fou ascendit a general de brigada i destinat a la Brigada d'Alcalá de Henares. El 1919 fou nomenat cap de secció al Ministeri de Guerra. Després fou ascendit a general de divisió i el 15 de setembre de 1923 fou nomenat governador civil de Madrid. El juliol de 1924 fou nomenat pel Directori Militar de la Dictadura de Primo de Rivera com a encarregat del Ministeri de Guerra, fins que el 1925 fou nomenat ministre per Miguel Primo de Rivera. Va ocupar el càrrec fins poc abans de la seva mort.